# Cohors I Thracum (Arabia)
Die Cohors I Thracum [civium Romanorum] (deutsch 1. Kohorte der Thraker [der römischen Bürger]) war eine römische Auxiliareinheit. Sie ist durch Militärdiplome und Inschriften belegt.

## Namensbestandteile
- Cohors: Die Kohorte war eine Infanterieeinheit der Auxiliartruppen in der römischen Armee.

- I: Die römische Zahl steht für die Ordnungszahl die erste (lateinisch prima). Daher wird der Name dieser Militäreinheit als Cohors prima .. ausgesprochen.

- Thracum: Die Soldaten der Kohorte wurden bei Aufstellung der Einheit aus dem Volk der Thraker auf dem Gebiet der römischen Provinz Thrakien rekrutiert.

- civium Romanorum: der römischen Bürger. Den Soldaten der Einheit war das römische Bürgerrecht zu einem bestimmten Zeitpunkt verliehen worden. Für Soldaten, die nach diesem Zeitpunkt in die Einheit aufgenommen wurden, galt dies aber nicht. Sie erhielten das römische Bürgerrecht erst mit ihrem ehrenvollen Abschied (Honesta missio) nach 25 Dienstjahren. Der Zusatz kommt in dem Diplom von 142 vor.

Da es keine Hinweise auf die Namenszusätze milliaria (1000 Mann) und equitata (teilberitten) gibt, ist davon auszugehen, dass es sich um eine Cohors quingenaria peditata, eine reine Infanterie-Kohorte, handelt. Die Sollstärke der Einheit lag bei 480 Mann, bestehend aus 6 Centurien mit jeweils 80 Mann.

## Geschichte
Die Kohorte war in der Provinz Arabia stationiert. Sie ist auf Militärdiplomen für die Jahre 142 bis 145 n. Chr. aufgeführt.
Der erste Nachweis der Einheit in der Provinz Arabia beruht auf einem Diplom, das auf 142 datiert ist. In dem Diplom wird die Kohorte als Teil der Truppen (siehe Römische Streitkräfte in Arabia) aufgeführt, die in der Provinz stationiert waren. Ein weiteres Diplom, das auf 145 datiert ist, belegt die Einheit in derselben Provinz.
Um 213 errichteten Soldaten der Einheit zusammen mit Soldaten weiterer Kohorten bei Qasr Al-Hallabat ein Kastell. Letztmals erwähnt wird die Einheit in der Notitia dignitatum mit der Bezeichnung Cohors prima Thracum für den Standort Asabaia. Sie war Teil der Truppen, die dem Oberkommando des Dux Arabiae unterstanden.

## Standorte
Standorte der Kohorte in Arabia waren möglicherweise:
- Qasr Al-Hallabat: Eine Inschrift wurde hier gefunden.[3]

## Angehörige der Kohorte
Angehörige der Kohorte sind nicht bekannt.